# 渡辺健太
渡辺 健太（わたなべ けんた、1989年5月8日 - ）は、NHKのアナウンサー。

## 人物
北海道北見市出身。北海道北見北斗高等学校を経て、早稲田大学商学部を卒業後、2012年（平成24年）に入局。

## 挿話
- 高校時代はバスケットボール部に所属していた[2]。
- 大学生時代はレストランでアルバイトをしていた[3]。
- 長崎で妻と出会っており、長崎県観光大使を自称している[4]。

## 現在の担当番組
- ひめポン!（キャスター：2025年3月31日 - ）[5]
- 愛媛県・四国地方のニュース・中継・リポート

## 過去の担当番組
秋田放送局時代（2012年度 - 2015年度）
- 秋田県のニュース
- 着信御礼!ケータイ大喜利（アシスタント：2012年10月6日）

長崎放送局時代（2016年度 - 2019年度）
- Nスペ5min.（ナレーション：2019年6月1日）
- イブニング長崎（キャスター：2016年4月4日 - 2020年3月27日）
- 長崎県のニュース
- 長崎人（ナレーション）

東京アナウンス室時代（2020年度 - 2024年度）
- NHKニュースおはよう日本（リポーター：2020年4月 - 2022年3月）
- NHKニュースおはよう日本（代理ニュースリーダー、2022年1月11日 - 14日）[6]
- ロッチと子羊（ナレーター：2022年4月 - 2024年3月）
- 新・BS日本のうた（司会：2022年4月 - 2025年3月）
- 首都圏ネットワーク（リポーター・ニュースリーダー：2023年4月 - 2025年3月）
- 首都圏・関東甲信越のニュース（不定期）
- ニュース645（祝日）キャスター
- 第73回NHK紅白歌合戦（浅野里香と共にラジオでの番組進行：2022年12月31日）
- 第74回NHK紅白歌合戦（森田茉里恵と共にラジオでの番組進行：2023年12月31日）

- 地方局への出張（ローカルニュースの担当）
  - 甲府放送局
    - ニュース山梨845 - 2022年8月19日、10月12日
    - 山梨県のニュース - 2022年8月20日、10月14日

  - 長野放送局
    - 信州845 - 2022年9月14日
    - 長野県のニュース - 2022年9月15日、2023年7月25日

  - 金沢放送局
    - ニュースいしかわ845 - 2024年3月1日
    - ニュースいしかわ645 - 2024年3月2日、3月3日
    - 石川県のニュース - 2024年3月3日、3月4日
    - おはよう石川 - 2024年3月4日
    - 能登半島地震ライフライン放送 - 2024年3月5日
- さわやか自然百景「滋賀 西の湖」（語り：2024年10月20日）

松山放送局時代（2025年度 - ）